# Nageboorte
Nageboorte is het verlaten van de placenta (moederkoek) en vliezen uit het lichaam van de moeder aan het eind van een bevalling nadat het kind het lichaam verlaten heeft.
Na de geboorte van het kind verliest de placenta zijn functie. Binnen ongeveer tien minuten tot een uur na de geboorte van het kind wordt de placenta uitgestoten. Pas dan is de bevalling afgelopen. De placenta laat een wond achter in de baarmoeder waardoor de vrouw gedurende een aantal weken vloeit.
Als het hart van het kind niet meer in de navelstreng klopt, kan de navelstreng afgeklemd of afgesneden worden. Er kan ook gekozen worden voor een lotusbevalling. Hierbij wordt de navelstreng niet doorgeknipt en blijft de placenta enkele dagen met het kind verbonden.

## Bespoediging
De geboorte van de placenta kan bespoedigd worden door een injectie met oxytocine. Een natuurlijke manier om de placenta te helpen uitdrijven is zuigen aan de tepel. Dit wordt doorgaans gedaan door het kind. Als de placenta binnen een uur na de geboorte van het kind niet geboren wordt, is spontane uitstoting van de placenta niet meer waarschijnlijk. De placenta zal dan operatief verwijderd moeten worden.

## Verwerking
Bij mensen, vooral in de Westerse wereld, belandt de placenta na de geboorte meestal bij het medisch afval. Bij vele diersoorten wordt de placenta opgegeten (placentofagie) omdat deze voedzame stoffen bevat, ook omdat de nageboorte en het vruchtwater roofdieren op het spoor kunnen brengen van het jong.
Sommige culturen en personen hechten waarde aan de placenta en deze kan op rituele wijze worden begraven. Er bestaan geen moderne culturen waarin het eten van placenta de gewoonte is. Echter wordt tegenwoordig door sommige vrouwen de placenta wel gegeten, omdat zij geloven dat dit gezond zou zijn. Dit wordt door artsen echter afgeraden, omdat het mogelijk tot gevaarlijke infecties leidt en omdat er nooit enige positieve gezondheidsbijdrage is aangetoond.

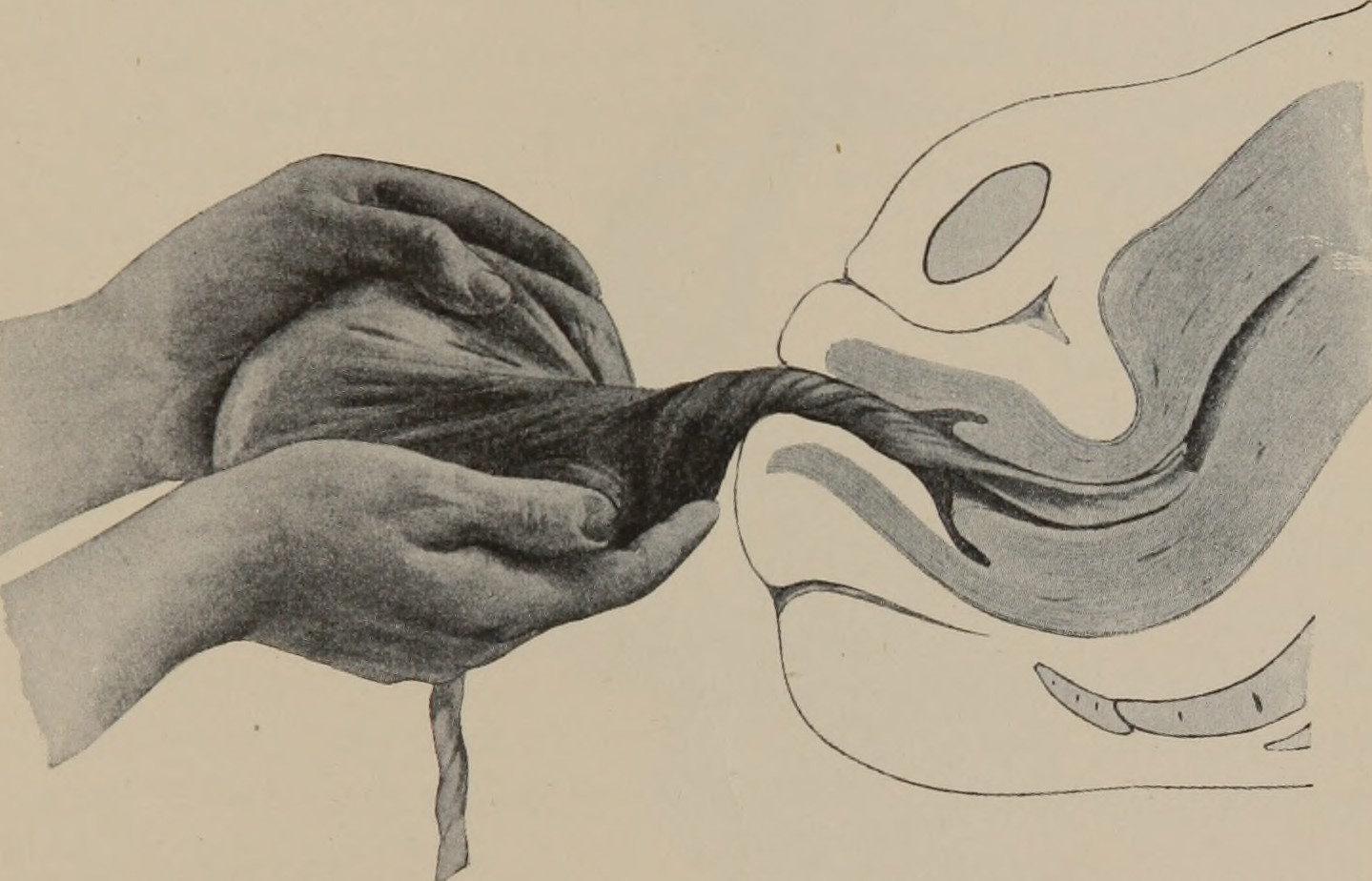
Tekening uit een handboek voor vroedvrouwen over de nageboorte
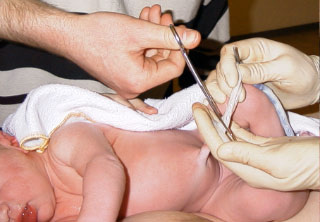
Het doorknippen van de navelstreng
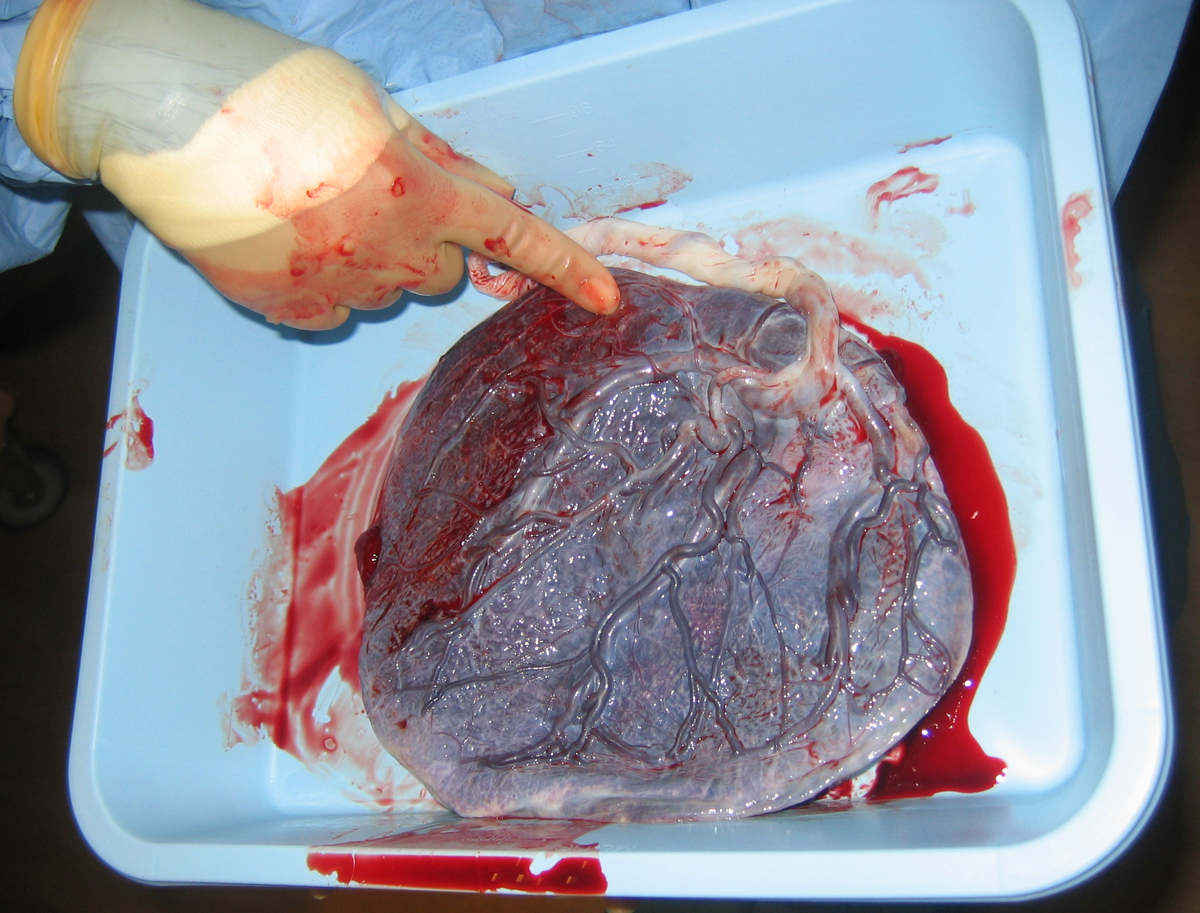
De placenta
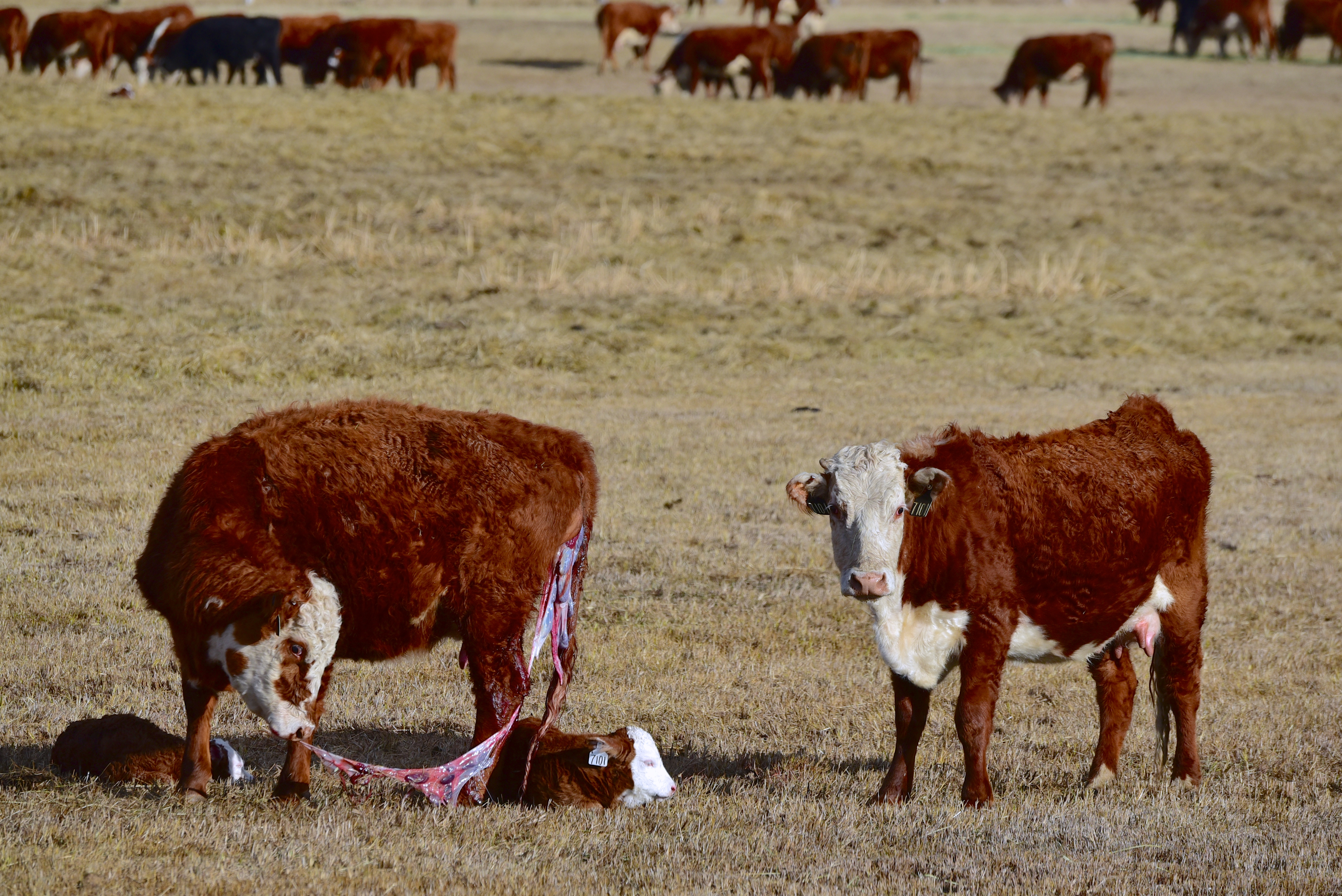
Nageboorte van een koe
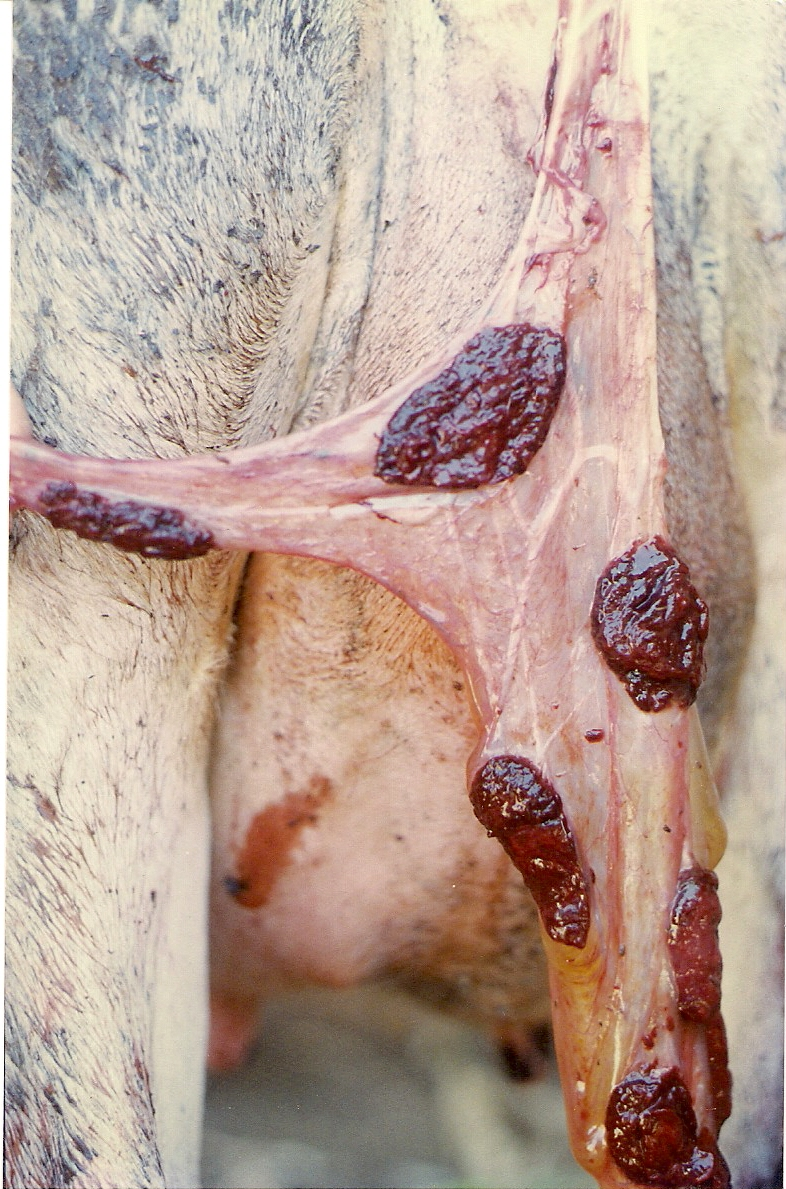
Nageboorte van een koe